# Asakura-Schmalspurbahn
| Asakura-Schmalspurbahn 朝倉軌道 (あさくらきどう) | Asakura-Schmalspurbahn 朝倉軌道 (あさくらきどう) |
| ------------------------------------------------ | ------------------------------------------------ |
| Schienenbus des Typs 3 auf einer Drehscheibe     |                                                  |
| Streckenverlauf (schwarz: heutige Strecken)      |                                                  |
| Streckenlänge:                                   | 32,2 km                                          |
| Spurweite:                                       | 914 mm (engl. 3-Fuß-Spur)                        |
| Zweigleisigkeit:                                 | Eingleisig                                       |
|                                                  |                                                  |

Die Asakura-Schmalspurbahn (japanisch 朝倉軌道 Asakura Kidō) war eine 32,2 km lange Schmalspurbahnstrecke mit einer Spurweite von 914 mm (3 Fuß). Sie war 1908 bis 1940 hauptsächlich im Landkreis Asakura der Präfektur Fukuoka in Japan in Betrieb.

## Geschichte
Nach einer langwierigen Planungsphase wurde am 14. Dezember 1908 ein 15,5 km langer Streckenabschnitt zwischen Fukkaichi (Kreis Mikasa, später: Kreis Chikushi, heute: Stadt Chikushino) und Amagi (heute: Stadt Asakura) eröffnet. Die Schienen wogen 11,9 Kilogramm (24 Pfund) pro Meter.
Anfangs gab es nur Personenverkehr, aber bereits im Februar 1909 wurde der Güterverkehr aufgenommen. Es wurden vor allem Baumwolle und Japanwachs transportiert. Am 18. April 1909 wurde die Strecke mit einer grandiosen Zeremonie feierlich eröffnet, wobei in Amagi alle Häuser mit Nationalflaggen, künstlichen Blumen und Lampions geschmückt wurden.
Die Ergebnisse nach der Eröffnung waren so positiv, dass im Dezember 1909 bei einer außerordentlichen Generalversammlung eine Verlängerung der Strecke beschlossen wurde. Die Strecke wurde bis 23. Oktober 1911 um 6,5 km, bis 19. Dezember 1911 um weitere 3 km, bis 15. Januar 1912 um weitere 2 km und bis 15. Juli 1922 um weitere 5 km bis zum Chikugo-Fluss verlängert.
Ab 1924 und insbesondere ab 1930 nahm der Wettbewerb durch Omnibusse und Lastkraftwagen zu. Die Einnahmen durch den Personenverkehr sanken daher auf fast die Hälfte. Um dies zu kompensieren, wurden ab 1932 für den Personenverkehr Schienenbusse mit Benzinantrieb eingesetzt, um die Fahrzeit zu verkürzen und die Betriebskosten zu reduzieren.
Am 24. April 1939, vier Tage vor der Eröffnung der Shikoku-Linie (heute: Amagi-Linie) beantragte die Asakura-Schmalspurbahn die Abschaffung des Güterverkehrs. Am 8. Juli 1939 beantragte sie eine vorübergehende Stilllegung und am 21. August 1939 wurde sie endgültig stillgelegt. Von den Bewohnern entlang der Bahnstrecke gab es keine Petitionen gegen die Stilllegung. Am 19. April 1940 wurde die ganze Linie außer Betrieb genommen und am darauffolgenden Tag die Firmenauflösung beschlossen.
Eine am 16. Juli 1941 gewährte Entschädigung wegen der parallel verlaufenden Shikoku-Linie betrug 182.353,50 Yen. Das ist weniger als der Betrag, der von der Asakura-Schmalspurbahn aufgewendet worden war, und es wird gesagt, dass das Eisenbahnministerium sich wegen der Unvollständigkeit der Asakura-Schmalspurbahn für die parallel errichtete Strecke entschieden hat.